# Canton de Roubaix-1
Le canton de Roubaix-1 est une circonscription électorale française du département du Nord créée par le décret du 17 février 2014. Il tient lieu de circonscription d'élection des conseillers départementaux et entre en vigueur lors des élections départementales de 2015.

## Histoire
Un nouveau découpage territorial du département du Nord entre en vigueur à l'occasion des premières élections départementales suivant le décret du 17 février 2014. Les conseillers départementaux sont, à compter de ces élections, élus au scrutin majoritaire binominal mixte. Les électeurs de chaque canton élisent au Conseil départemental, nouvelle appellation du Conseil général, deux membres de sexe différent, qui se présentent en binôme de candidats. Les conseillers départementaux sont élus pour 6 ans au scrutin binominal majoritaire à deux tours, l'accès au second tour nécessitant 12,5 % des inscrits au 1er tour. En outre la totalité des conseillers départementaux est renouvelée. Ce nouveau mode de scrutin nécessite un redécoupage des cantons dont le nombre est divisé par deux avec arrondi à l'unité impaire supérieure si ce nombre n'est pas entier impair, assorti de conditions de seuils minimaux. Dans le Nord, le nombre de cantons passe ainsi de 79 à 41.
Le canton de Roubaix-1 est formé d'une fraction de la commune de Roubaix. Il est entièrement inclus dans l'arrondissement de Lille. Le bureau centralisateur est situé à Roubaix.

## Représentation
| Période élective | Période élective | Mandat | Mandat   | Identité        | Nuance | Nuance | Qualité |
| ---------------- | ---------------- | ------ | -------- | --------------- | ------ | ------ | --- |
| 2015             | 2021             | 2015   | 2021     | Max-André Pick  |        | LR     | Directeur commercial Maire-adjoint de Roubaix Vice-président chargé du Logement, de l'Habitat et des Politiques urbaines Ancien suppléant du député Francis Vercamer |
| 2015             | 2021             | 2015   | 2021     | Karima Zouggagh |        | UDI    | Acheteuse internationale Conseillère municipale de Roubaix conseillère départementale déléguée en matière de performance de l’achat public                           |
| 2021             | 2028             | 2021   | en cours | Max-André Pick  |        | LR     | Conseiller sortant Vice-Président du conseil départemental (finances, affaires générales) Démissionnaire de la vice-présidence en octobre 2021                       |
| 2021             | 2028             | 2021   | en cours | Karima Zouggagh |        | UDI    | Conseillère sortante |

### Résultats détaillés

#### Élections de mars 2015
À l'issue du 1er tour des élections départementales de 2015, deux binômes sont en ballottage : Max-André Pick et Karima Zouggagh (Union de la Droite, 29,12 %) et Jean-Pierre Legrand et Astrid Leplat (FN, 25,21 %). Le taux de participation est de 33,3 % (11 619 votants sur 34 889 inscrits) contre 46,81 % au niveau départemental et 50,17 % au niveau national.
Au second tour, Max-André Pick et Karima Zouggagh (Union de la Droite) sont élus avec 71,15 % des suffrages exprimés et un taux de participation de 33,34 % (7 660 voix pour 11 633 votants et 34 889 inscrits).

#### Élections de juin 2021
Le premier tour des élections départementales de 2021 est marqué par un très faible taux de participation (33,26 % au niveau national). Dans le canton de Roubaix-1, ce taux de participation est de 16,67 % (5 945 votants sur 35 664 inscrits) contre 30,39 % au niveau départemental. À l'issue de ce premier tour, deux binômes sont en ballottage : Max-André Pick et Karima Zouggagh (Union à droite, 36,89 %) et Ali Rahni et Corinne Vandenbrouck (Union à gauche avec des écologistes, 17,79 %).
Le second tour des élections est marqué une nouvelle fois par une abstention massive équivalente au premier tour. Les taux de participation sont de 34,36 % au niveau national, 31,01 % dans le département et 18,13 % dans le canton de Roubaix-1. Max-André Pick et Karima Zouggagh (Union à droite) sont élus avec 57,78 % des suffrages exprimés (3 432 voix pour 6 466 votants et 35 664 inscrits),,.

## Composition
| Nom                             | Code Insee | Intercommunalité              | Superficie (km2) | Population (dernière pop. légale)                | Densité (hab./km2) | Modifier                                    |
| ------------------------------- | ---------- | ----------------------------- | ---------------- | ------------------------------------------------ | ------------------ | ------------------------------------------- |
| Roubaix (bureau centralisateur) | 59512      | Métropole européenne de Lille | 13,23            | Fraction : 77 231 (2022) Commune : 99 507 (2022) | 7 521              | modifier les données · modifier les données |
| Canton de Roubaix-1             | 5932       |                               |                  | 77 231 (2022)                                    |                    | modifier les données                        |

Le canton de Roubaix-1 comprend la partie de la commune de Roubaix située à l'ouest d'une ligne définie par l'axe des voies et limites suivantes : depuis la limite territoriale de la commune de Wattrelos, cours du canal de Roubaix, pont Nyckés, boulevard Gambetta, rue Pierre-de-Roubaix, boulevard de Mulhouse, boulevard de Reims, boulevard de Lyon, place du Travail, boulevard de Fourmies, place Charles-Louis-Spriet, avenue Linné, rue Léon-Marlot, avenue Alfred-Motte, jusqu'à la limite territoriale de la commune de Hem.

## Démographie
En 2022, le canton comptait 77 231 habitants, en évolution de +4,37 % par rapport à 2016 (Nord : +0,51 %, France hors Mayotte : +2,11 %).
| 2013   | 2018   | 2022   |
| ------ | ------ | ------ |
| 72 914 | 75 547 | 77 231 |